# هيرنان غودوي
هيرنان غودوي (بالإسبانية: Hernán Godoy)‏ هو لاعب ومدرب كرة قدم تشيلي، ولد في 14 مايو 1941. لعب مع ديبورتيس ماجالانز ونادي كوميونيكيشنس.

## وصلات خارجية
- هيرنان غودوي على موقع قاعدة بيانات كرة القدم.إي يو (الإنجليزية)
- هيرنان غودوي على موقع عالم كرة القدم.نت (الإنجليزية)